# Lidia Chodyniecka
Lidia Chodyniecka (ur. 24 września 1933) – polska geolog, profesor doktor habilitowany Politechniki Śląskiej.

## Życiorys
W 1956 ukończyła studia na Akademii Górniczo-Hutniczej w Krakowie, w tym samym roku związała się zawodowo z Politechniką Śląską, prowadziła działalność naukowo-badawczą w ramach specjalności: mineralogia, geochemia i petrografia. W 1965 obroniła przygotowaną pod kierunkiem prof. dr. hab. Jana Kuhla pracę Bazalt z Góry Św. Anny (woj. opolskie), jego budowa mineralogiczna i chemiczna oraz niektóre własności technologiczne, w 1973 habilitowała się na podstawie rozprawy Karbońskie sferosyderyty ilaste Górnośląskiego Zagłębia Węglowego. Studium mineralogiczno-chemiczne. Od 1994 do przejścia na emeryturę w 2003 była zastępcą dyrektora Instytutu Geologii Stosowanej i kierownikiem Zakładu Mineralogii, Petrografii i Geochemii Środowiska. Należała do Polskiego Towarzystwa Mineralogicznego, Komitetu Nauk Mineralogicznych PAN o. Kraków, Komitetu Nauk Geologicznych PAN w Katowicach, gdzie pełniła funkcje wiceprzewodniczącej i przewodniczącej.
Dorobek naukowy prof. dr. hab. Lidii Chodynieckiej obejmuje 57 publikacji i 6 książek, monografii, skryptów i podręczników. 

## Odznaczenia
- Krzyż Oficerski Orderu Odrodzenia Polski (2000)[4]
- Medal Komisji Edukacji Narodowej
- Odznaka Zasłużony dla Polskiej Geologii
- Odznaka Zasłużony dla Górnictwa RP